# Dengta (socken i Kina)
Dengta (kinesiska: 灯塔乡, 灯塔) är en socken i Kina. Den ligger i provinsen Sichuan, i den sydvästra delen av landet, omkring 260 kilometer öster om provinshuvudstaden Chengdu. Antalet invånare är 93 117. Befolkningen består av 4 539 kvinnor och 4 778 män. Barn under 15 år utgör 1,0 %, vuxna 15-64 år 6,0 %, och äldre över 65 år 1,0 %.
Genomsnittlig årsnederbörd är 1 545 millimeter. Den regnigaste månaden är september, med i genomsnitt 280 mm nederbörd, och den torraste är december, med 8 mm nederbörd.